# Полонез (поїзд)
«Полоне́з» (пол. Polonez) — швидкий поїзд, що курсує за маршрутом Варшава — Москва (Білоруський вокзал). Експлуатується на паритетній основі польською та російською сторонами. В обороті 1 склад РЖД та 1 склад PKP.

## Про потяг
Потяг «Полонез» розрахований на швидкість до 200 км/год. В його склад входять вагони 1 класу (2-місні купе) та 2 класу (3-місні купе). До потягу РЖД факультативно включають вагон люкс. На дільниці Москва — Берестя — Москва курсує вагон-буфет. Всі вагони обладнані екологічно чистими туалетами.
Проходження прикордонного та митного контролю у Бересті — у нічний час, на звороті в Тересполі — у вечірній час.

## Історія
«Полонез» розпочав курсувати у липні 1973 року та був одним із символів польсько-радянської дружби. Тоді потяг складався із 20 спальних вагонів та належав до категорії Interexpress, що за  мірками Західної Європи відповідало InterCity. Поїзні бригади формувались польською стороною.
З 11 грудня 2005 року по 27 травня 2007 року через збільшення експлуатаційних витрат та зниження пасажиропотоку «Полонез» призупинив рух. Після відновлення роботи поїзні бригади стали формуватися російською та польською сторонами на паритетній основі. Також, з 2007 року, час в дорозі скорочено на годину за рахунок зменшення на годину часу зміни у Бересті візків при переході з широкої колії на вузьку та навпаки.